# Paula Begoun
Paula Begoun (* 14. November 1953 in Chicago) ist eine amerikanische Kosmetikunternehmerin und Sachbuchautorin. Sie entwickelte und vertreibt die Kosmetikmarke „Paula’s Choice“.

## Leben
Paula Begoun litt als Kind unter Akne. Behandlungen mit auf dem freien Markt verfügbaren und ärztlich verordneten Produkten zeigten nach ihrer Aussage keine bessernde Wirkung.
In den 1970ern startete Begoun als freiberufliche Visagistin und Verkäuferin für Make-up und Hautpflegeprodukte.
Im Alter von 25 oder 27 Jahren begann Paula Begoun selbst zu recherchieren – vor allem die Inhaltsstoffe der Gesichtspflege-Produkte. Ihre Ergebnisse veröffentlichte sie seit den 1980er-Jahren in inzwischen 20 Büchern, durch die sie als erfolgreiche Beauty-Autorin gilt.
1981 eröffnete Begoun in Seattle eigene Kosmetikgeschäfte und erstellte Verbraucherberichte fürs Fernsehen. Sie hatte zudem Auftritte in amerikanischen TV- und Radio-Sendungen, zum Beispiel bei Oprah Winfrey oder auf CNN, um ihre Erkenntnisse vorzustellen.
Seit 1995 vertreibt sie Kosmetikprodukte unter der Marke „Paula’s Choice“ online. Diese enthält Kosmetik- sowie Hautpflegeprodukte. Die Produkte von Paula’s Choice sollen frei sein von Duft-, Farb- und reizenden Inhaltsstoffen. Laut eigener Angaben werden die Produkte ohne Tierversuche hergestellt. Seit 2014 vertreibt Paula’s Choice auch eine Linie für Männer. Nach Erfolgen auf dem amerikanischen und kanadischen Markt expandierte Paula’s Choice nach Europa und Asien. In den Vereinigten Staaten ist sie auch unter dem Namen „The Cosmetics Cop“ (Die Kosmetik-Polizistin) bekannt.

## Veröffentlichungen
- 1983 The Best Places to Kiss in Seattle
- 1985 Blue Eyeshadow Should Be Illegal, Arlington Books Publishers, ISBN 0-85140-759-5
- 1991 Blue Eyeshadow Should Absolutely Be Illegal, Beginning Press, ISBN 1-877988-04-9
- 1991 Don't Go to the Cosmetics Counter Without Me, Beginning Press (9. Auflage 2012)
- 1995 Don't Go Shopping for Hair Care Products Without Me, Beginning Press (3. Auflage 2004)
- 1997 The Beauty Bible, James Bennett Pty Ltd, ISBN 1-877988-29-4
- 2004 The Complete Beauty Bible, Rodale Press, ISBN 1-57954-999-3
- 2009 The Original Beauty Bible: Skin Care Facts for Ageless Beauty, Beginning Press, ISBN 978-1-877988-33-2
- 2015 The Best Skin of Your Life Starts Here: Busting Beauty Myths So You Know What to Use and Why, Beginning Press, ISBN 978-1-877988-40-0